# Eduardo Roz
Eduardo Roz (São Paulo, 18 de novembro de 1978) é um advogado, maestro brasileiro e ativista na luta dos dos direitos dos animais.

## Biografia
Iniciou seus estudos em 10 de março de 1983 aos 5 anos de idade, por influência de seu Pai o Maestro Moacir Roz e sua Mãe Esther Roz. Sempre visualizou em seu Tio Valdemar Roz, Maestro, o sonho de se tornar regente.
Aos 9 anos de idade, migrou para o Saxofone Tenor, e aos 14 para o Saxofone Barítono.
Começou a compor músicas clássicas e muitas canções populares desde a tenra idade.
Aos 12 anos de idade, montou com seu irmão Agnaldo uma Dupla com o Codinome Denis e Daniel, e participaram de Programas do Silvio Santos, Raul Gil, entre outros.
Em 1992, a convite do cantor Barrerito, que integrou o Trio Parada Dura, visitou uma gravadora, e assinaram um contrato de gravação de seu primeiro trabalho, um LP.
Pouco antes, no mesmo ano, haviam ingressado na Banda Geórgia di Paula e Companhia, que era formada pela Excelente Cantora Geórgia Di Paula, seu irmão Fabinho, mais um baterista e Orlando, empresário, músico e taxista nas horas vagas.
Logo após, a dupla se desfez e seu irmão Agnaldo, seguiu por outra carreira profissional, administrando empresas no setor contábil.
Formou-se em Regência de Orquestra e Coral com o Maestro Valdemar Roz, em 20/01/1998.
Eduardo Roz se especializou em diversos instrumentos musicais, estudou Ponto e Contraponto, Arranjo, Composição e Regência, Estética Musical, Música Aplicada á Psicologia Bio-Gestacional, entre outros tantos instrumentos. 
Estudou na Arita Leader Trainning no ano 2000, onde descobriu que deveria seguir pelo caminho da música definitivamente.
Fundou a Faculdade Livre de Música Maestro Eduardo Roz e o Instituto Musical Eduardo Roz.
Recebeu na data de 28/03/2011 homenagem com diploma de Honra ao Mérito da Ordem dos Músicos do Brasil, na Câmara dos Vereadores de Diadema, pela composição do Concerto intitulado "MAN OF HUMANISM AND PEACE em homenagem ao Dr. Daisaku Ikeda" (Fuga em Lá Menor). Este concerto foi devidamente adaptado e orquestrado pelo competente Maestro Milton Isejima, que já havia trabalhado em outra composição sua, "O Menino da Flauta", já visto pelo Youtube em mais de 20 países.
Foi nomeado Maestro Oficial (responsável técnico) do Coral Uirapuru, da Divisão Senior da BSGI, coral este que completou 30 anos de existência no ano de 2013.
Integrante da Banda Depart, Banda Oficial do Departamento Artístico da BSGI.
Foi Reitor da Faculdade Livre de Música Maestro Eduardo Roz, Jornalista, Regente e Compositor da Orquestra IMER, onde participaram grandes músicos e professores.
Fundou em 2012 a Banda Aro 20 em companhia de seus amigos Marcelo Gagliotti e Rodrigo TK (Produtores Musicais).

## Carreira
Possui 3 cds lançados de composições, o primeiro intitulado "Minhas Preferidas", o segundo intitulado "Composições", e o terceiro, pala Banda ARO 20.
Apresentou o Programa Músico Empreendedor na TV CINEC, ao lado da Jornalista Claudia Souza.
O Maestro Eduardo Roz integrou bandas na década de 90 como Expresso do Além e tocou ao lado do Grande Artista e poeta do Legítimo Rock, Jory Becker por 6 anos, onde mais tarde, ao lado de mais 3 amigos, viriam a formar a Banda Quidama que atuou por 4 anos nas noites de SP. Faziam um Rock Progressivo autêntico, vintage, e com influências experimentais.
Eduardo Roz seguiu em carreira solo, no ano seguinte ao fim da Banda Quidama, e montou uma loja de instrumentos musicais, escreveu 30 livros na área da Musicologia, Biografia e Comédia, e constituiu família.
Recebeu o certificado de Moção de Congratulações e Aplausos da Câmara Municipal de Volta Redonda no Rio de Janeiro em 2013 pela grande atuação na área da música, por intermédio da Compositora, Cantora e Jornalista Dhilma Pólen, enviado pela Vereadora América Tereza Nascimento da Silva.
Recebeu homenagem da Poeta, Consulesa, Fundadora da Academia de Letras de Maringá e Embaixadora Mundial da Paz e Mezzo Soprano Lírica senhora Aninha Caligiuri, pela contribuição mundial que tem dado á música.
O Reitor e Maestro Eduardo Roz, é Professor, Musicólogo, Cientista Musical, Membro da Convenção Mundial de Dança e Música, Filiado à OMB (Ordem dos Músicos do Brasil, Lei Federal 3.857/60, inscrição na OMB: 62151). 
Escritor de 30 Livros, entre eles, Musicologia (Ciências Musicais). 
Escreveu o livro 21 dietas que realmente não funcionam, livro de dieta e comédia que narra a sua tentativa de emagrecer em um período em que esteve acima do peso. 
Compositor, Pianista, Saxofonista e Flautista, Intérprete, Voluntário dos trabalhos sociais contra a fome e frio mantenedora IMER - Departamento de Ensino e Cultura. 
Criou e apresentou na Assembléia Legislativa de São Paulo no ano de 2010 o Projeto Orquestra para Todos, que prevê o benefício músicos carentes no Brasil e Criou uma campanha contra a fome baseada no plantio de árvores frutíferas em frente ás casas de alunos de colégios municipais e estaduais, e a manutenção das mesmas pelos próprios alunos. 
A campanha chama-se Fruta Mata Fome. 
Possui Livros de sua Autoria na Área de Musicologia, voltado para Maestros e Mestres em Música, além de Pesquisadores e Cientistas Musicais quais são adotadas pela Faculdade Livre de Música IMER.
Eduardo Roz se formou em 1994 em Grafologia (Estudo da Escrita e das Letras) e Programação Neurolinguística.
Em 2018 lançou-se candidato a deputado estadual por São Paulo, alcançando 16.678 votos, ficando como primeiro suplente no cargo.

## Composições
Maestro Eduardo Roz possui aproximadamente 210 composições, sendo que algumas como Pela Vida, Seja onde For, Chuvas do Recomeçar e Lua e Sol, ficaram no Primeiro Lugar na Rádio Online do Clube dos Compositores como a mais pedida da semana, nos anos de 2007, 2009 e 2013. 
É Maestro Oficial da Ordem dos Músicos do Brasil, Polo Autorizado Vila Ema PA: FLM - Eduardo Roz / SP / 006, Lei Federal 3.857 de 20.12.1960.
O Maestro Eduardo Roz é Músico Profissional com a OMB número 62151.. Ordem dos Músicos do Brasil de Diadema .
O Maestro Eduardo Roz foi eleito Conselheiro da Ordem dos Músicos do Brasil, e assumiu o cargo no dia 22-10-2013.
Escreveu Diversos Livros na Área Musical, e Auto Motivacional,, além de Romances, Biografia e Auto Ajuda.